# Zafama
Zakłady Mechaniczne „Bumar-Łabędy” Oddział w Zawierciu, dawniej Zawierciańska Fabryka Maszyn „Zafama” – producent wyrobów metalowych z siedzibą w Zawierciu. Początki firmy sięgają 1880 roku, obecnie zakład jest oddziałem Zakładów Mechanicznych „Bumar Łabędy” w Gliwicach i koncentruje się na wyrobie wielkogabarytowych łożysk tocznych.

## Historia
Historia zakładu sięga roku 1880, kiedy to Jan Sambor i Marcin Krawczyk założyli manufakturę wytwarzającą elementy urządzeń transmisyjnych, napędy siłowe używane w przędzalniach i tkalniach oraz pędnie. W roku 1910 fabryka przyjęła nazwę „Fabryka Pędni, Maszyn i Odlewnia Żeliwa Krawczyk i S-ka”, a w 1919 roku, po objęciu jej przez Ignacego Banachiewicza, została przemianowana na „Wytwórnię Maszyn w Zawierciu inż. I. Banachiewicz i S-ka”.
W 1946 roku fabryka została znacjonalizowana i rozpoczęła produkcję m.in. siewników, kieratów, młocarni, maszyn przeznaczonych dla górnictwa, wózków kopalnianych czy aparatury flotacyjnej. Pięć lat później fabryka została przemianowana na „Fabrykę Maszyn «Zawiercie»”. W latach 50. i 60. XX wieku zakład produkował takie maszyny, jak betoniarki wolnospadowe, młoty i kafary urządzenia dla przemysłu ceramicznego. W latach 1971–1975 miała miejsce modernizacja zakładu, wskutek której rozpoczęto produkcję łożysk wieńcowych do koparek i dźwigów samojezdnych. W 1973 roku zakład włączono w skład Kombinatu Urządzeń Mechanicznych „Bumar-Łabędy”. Zakład wyspecjalizował się w wykonawstwie ram podwozi do żurawi i dźwigów. W 1979 roku uruchomiono w ramach zakładu nowy wydział, Odlewnię Precyzyjną Staliwa.
W wyniku przekształcenia Kombinatu Urządzeń Mechanicznych „Bumar-Łabędy” w jednoosobową spółkę Skarbu Państwa, zawierciański zakład, od 1978 roku działający pod nazwą Kombinat Urządzeń Mechanicznych „Bumar-Łabędy” Zakład Maszyn Budowlanych w Zawierciu, od 1993 roku przyjął nazwę Zawierciańska Fabryka Maszyn „Zafama” sp. z o.o. Jedynym udziałowcem Zafamy zostały Zakłady Mechaniczne „Bumar-Łabędy” S.A. Produkcja opierała się na trzech wydziałach (łożysk wieńcowych wielkogabarytowych, spawalniczo-montażowy oraz odlewni precyzyjnej). W latach 2000–2009 firma przechodziła proces restrukturyzacji. Wówczas zlikwidowano oddział odlewni precyzyjnej i skoncentrowano się na rozwoju produkcji łożysk tocznych wielkogabarytowych.